# Europees kampioenschap handbal vrouwen 2008
Het 8ste Europees kampioenschap handbal vrouwen vond plaats van dinsdag 2 december tot zondag 14 december 2008 in Macedonië. Titelverdediger Noorwegen wist de titel opnieuw te prolongeren.

## Gekwalificeerde teams

### Gekwalificeerde landen
| Competitie                  | Data                           | Aantal plaatsen | Gekwalificeerd                                                                            |
| --------------------------- | ------------------------------ | --------------- | ----------------------------------------------------------------------------------------- |
| Gastland                    |                                | 1               | Macedonië                                                                                 |
| Europees kampioenschap 2006 | 31 mei - 8 juni 2008           | 5               | Noorwegen Rusland Frankrijk Duitsland Hongarije                                           |
| Kwalificatie                | 27 november 2007 – 8 juni 2008 | 10              | Oekraïne Roemenië Oostenrijk Wit-Rusland Spanje Zweden Portugal Denemarken Kroatië Servië |

## Loting
De loting van de voorronde vond plaats op 20 juli 2008 om 20:00 uur in het Antiek theater van Ohrid, Macedonië.

### Potindeling
De 16 teams zijn verdeeld in vier 'potten' op basis van de eindrangschikking van het Europees kampioenschap van 2006.
| Pot 1                                         | Pot 2                                     | Pot 3                                          | Pot 4                                        |
| --------------------------------------------- | ----------------------------------------- | ---------------------------------------------- | -------------------------------------------- |
| - Noorwegen - Rusland - Frankrijk - Duitsland | - Hongarije - Zweden - Kroatië - Portugal | - Spanje - Oostenrijk - Denemarken - Macedonië | - Oekraïne - Servië - Wit-Rusland - Roemenië |

Allereerst werd pot 4 geloot, daarna pot 2 en pot 1. Vervolgens had het organiserende land Macedonië (uit pot 3) het recht om een groep te kiezen. Ten slotte werden de resterende landen uit pot 3 geloot.

## Voorronde

### Groep A
De wedstrijden in deze groep vonden plaats in Skopje.
| Datum      | Land       | Score   | Land       |
| ---------- | ---------- | ------- | ---------- |
| 3 december | Hongarije  | 21 – 27 | Roemenië   |
| 3 december | Frankrijk  | 23 – 24 | Denemarken |
| 5 december | Roemenië   | 30 – 25 | Frankrijk  |
| 5 december | Denemarken | 26 – 26 | Hongarije  |
| 7 december | Frankrijk  | 26 – 29 | Hongarije  |
| 7 december | Denemarken | 25 – 27 | Roemenië   |

| Groep A |            |             |             |             |             |            |            |            |        |
| #       | Land       | Wedstrijden | Wedstrijden | Wedstrijden | Wedstrijden | Doelpunten | Doelpunten | Doelpunten | Punten |
| #       | Land       | G           | W           | G           | V           | V          | T          | Saldo      | Punten |
| 1       | Roemenië   | 3           | 3           | 0           | 0           | 84         | 71         | +13        | 6      |
| 2       | Denemarken | 3           | 1           | 1           | 1           | 75         | 76         | -1         | 3      |
| 3       | Hongarije  | 3           | 1           | 1           | 1           | 76         | 79         | -3         | 3      |
| 4       | Frankrijk  | 3           | 0           | 0           | 3           | 74         | 83         | -9         | 0      |

### Groep B
De wedstrijden in deze groep vonden plaats in Ohrid.
| Datum      | Land      | Score   | Land      |
| ---------- | --------- | ------- | --------- |
| 3 december | Portugal  | 24 – 38 | Oekraïne  |
| 3 december | Noorwegen | 21 – 21 | Spanje    |
| 5 december | Spanje    | 29 – 24 | Portugal  |
| 5 december | Oekraïne  | 20 – 33 | Noorwegen |
| 7 december | Spanje    | 24 – 24 | Oekraïne  |
| 7 december | Noorwegen | 34 – 19 | Portugal  |

| Groep B |           |             |             |             |             |            |            |            |        |
| #       | Land      | Wedstrijden | Wedstrijden | Wedstrijden | Wedstrijden | Doelpunten | Doelpunten | Doelpunten | Punten |
| #       | Land      | G           | W           | G           | V           | V          | T          | Saldo      | Punten |
| 1       | Noorwegen | 3           | 2           | 1           | 0           | 88         | 60         | +28        | 5      |
| 2       | Spanje    | 3           | 1           | 2           | 0           | 74         | 69         | +5         | 4      |
| 3       | Oekraïne  | 3           | 1           | 1           | 1           | 82         | 81         | +1         | 3      |
| 4       | Portugal  | 3           | 0           | 0           | 3           | 67         | 101        | -34        | 0      |

### Groep C
De wedstrijden in deze groep vonden plaats in Ohrid.
| Datum      | Land        | Score   | Land        |
| ---------- | ----------- | ------- | ----------- |
| 2 december | Zweden      | 21 – 21 | Wit-Rusland |
| 2 december | Rusland     | 31 – 22 | Oostenrijk  |
| 4 december | Oostenrijk  | 10 – 24 | Zweden      |
| 4 december | Wit-Rusland | 25 – 29 | Rusland     |
| 6 december | Rusland     | 19 – 19 | Zweden      |
| 6 december | Oostenrijk  | 21 – 31 | Wit-Rusland |

| Groep C |             |             |             |             |             |            |            |            |        |
| #       | Land        | Wedstrijden | Wedstrijden | Wedstrijden | Wedstrijden | Doelpunten | Doelpunten | Doelpunten | Punten |
| #       | Land        | G           | W           | G           | V           | V          | T          | Saldo      | Punten |
| 1       | Rusland     | 3           | 2           | 1           | 0           | 79         | 66         | +13        | 5      |
| 2       | Zweden      | 3           | 1           | 2           | 0           | 64         | 50         | +14        | 4      |
| 3       | Wit-Rusland | 3           | 1           | 1           | 1           | 77         | 71         | +6         | 3      |
| 4       | Oostenrijk  | 3           | 0           | 0           | 3           | 53         | 86         | -33        | 0      |

### Groep D
De wedstrijden in deze groep vonden plaats in Skopje.
| Datum      | Land      | Score   | Land      |
| ---------- | --------- | ------- | --------- |
| 2 december | Kroatië   | 30 – 26 | Servië    |
| 2 december | Duitsland | 25 – 22 | Macedonië |
| 4 december | Servië    | 31 – 32 | Duitsland |
| 4 december | Macedonië | 31 – 29 | Kroatië   |
| 6 december | Duitsland | 32 – 27 | Kroatië   |
| 6 december | Macedonië | 31 – 30 | Servië    |

| Groep D |           |             |             |             |             |            |            |            |        |
| #       | Land      | Wedstrijden | Wedstrijden | Wedstrijden | Wedstrijden | Doelpunten | Doelpunten | Doelpunten | Punten |
| #       | Land      | G           | W           | G           | V           | V          | T          | Saldo      | Punten |
| 1       | Duitsland | 3           | 3           | 0           | 0           | 89         | 80         | +9         | 6      |
| 2       | Macedonië | 3           | 2           | 0           | 1           | 84         | 84         | 0          | 4      |
| 3       | Kroatië   | 3           | 1           | 0           | 2           | 86         | 89         | -3         | 2      |
| 4       | Servië    | 3           | 0           | 0           | 3           | 87         | 93         | -6         | 0      |

## Hoofdronde
De onderlinge resultaten uit de voorronde telden mee in de hoofdronde.

### Groep I
De wedstrijden in deze groep vonden plaats in Ohrid.
| Datum       | Land       | Score   | Land      |
| ----------- | ---------- | ------- | --------- |
| 9 december  | Hongarije  | 26 – 24 | Oekraïne  |
| 9 december  | Roemenië   | 18 – 26 | Spanje    |
| 9 december  | Denemarken | 19 – 31 | Noorwegen |
| 10 december | Roemenië   | 40 – 32 | Oekraïne  |
| 10 december | Hongarije  | 20 – 34 | Noorwegen |
| 10 december | Denemarken | 26 – 23 | Spanje    |
| 11 december | Hongarije  | 21 – 23 | Spanje    |
| 11 december | Denemarken | 25 – 30 | Oekraïne  |
| 11 december | Roemenië   | 31 – 37 | Noorwegen |

| Groep I |            |             |             |             |             |            |            |            |        |
| #       | Land       | Wedstrijden | Wedstrijden | Wedstrijden | Wedstrijden | Doelpunten | Doelpunten | Doelpunten | Punten |
| #       | Land       | G           | W           | G           | V           | V          | T          | Saldo      | Punten |
| 1       | Noorwegen  | 5           | 4           | 1           | 0           | 156        | 111        | +45        | 9      |
| 2       | Spanje     | 5           | 2           | 2           | 1           | 117        | 110        | +7         | 6      |
| 3       | Roemenië   | 5           | 3           | 0           | 2           | 143        | 141        | +2         | 6      |
| 4       | Hongarije  | 5           | 1           | 1           | 3           | 114        | 134        | -20        | 3      |
| 5       | Oekraïne   | 5           | 1           | 1           | 3           | 130        | 148        | -18        | 3      |
| 6       | Denemarken | 5           | 1           | 1           | 3           | 121        | 137        | -16        | 3      |

### Groep II
De wedstrijden in deze groep vonden plaats in Skopje.
| Datum       | Land        | Score   | Land      |
| ----------- | ----------- | ------- | --------- |
| 8 december  | Wit-Rusland | 35 – 43 | Kroatië   |
| 8 december  | Zweden      | 22 – 33 | Duitsland |
| 8 december  | Rusland     | 43 – 24 | Macedonië |
| 10 december | Rusland     | 24 – 21 | Kroatië   |
| 10 december | Zweden      | 24 – 23 | Macedonië |
| 10 december | Wit-Rusland | 28 – 28 | Duitsland |
| 11 december | Zweden      | 24 – 29 | Kroatië   |
| 11 december | Rusland     | 22 – 27 | Duitsland |
| 11 december | Wit-Rusland | 24 – 29 | Macedonië |

| Groep II |             |             |             |             |             |            |            |            |        |
| #        | Land        | Wedstrijden | Wedstrijden | Wedstrijden | Wedstrijden | Doelpunten | Doelpunten | Doelpunten | Punten |
| #        | Land        | G           | W           | G           | V           | V          | T          | Saldo      | Punten |
| 1        | Duitsland   | 5           | 4           | 1           | 0           | 145        | 121        | +24        | 9      |
| 2        | Rusland     | 5           | 3           | 1           | 1           | 137        | 116        | +21        | 7      |
| 3        | Kroatië     | 5           | 2           | 0           | 3           | 149        | 146        | +3         | 4      |
| 4        | Macedonië   | 5           | 2           | 0           | 3           | 129        | 145        | -16        | 4      |
| 5        | Zweden      | 5           | 1           | 2           | 2           | 110        | 125        | -15        | 4      |
| 6        | Wit-Rusland | 5           | 0           | 2           | 2           | 133        | 150        | -17        | 2      |

## Eindronde

### 5de/6de plaats
| 13 december 11:30 uur | Roemenië       | 36 – 33 (nv) | Kroatië | Boris Trajkovski Arena, Skopje |
| 13 december 11:30 uur | (17–15, 29–29) |              |         | Boris Trajkovski Arena, Skopje |
| 13 december 11:30 uur |                |              |         | Boris Trajkovski Arena, Skopje |

### Halve finales
| 13 december 14:00 uur | Spanje  | 32 – 29 | Duitsland | Boris Trajkovski Arena, Skopje |
| 13 december 14:00 uur | (12–13) |         |           | Boris Trajkovski Arena, Skopje |
| 13 december 14:00 uur |         |         |           | Boris Trajkovski Arena, Skopje |

| 13 december 16:30 uur | Rusland | 18 – 24 | Noorwegen | Boris Trajkovski Arena, Skopje |
| 13 december 16:30 uur | (7–12)  |         |           | Boris Trajkovski Arena, Skopje |
| 13 december 16:30 uur |         |         |           | Boris Trajkovski Arena, Skopje |

### Troostfinale
| 14 december 14:00 uur | Rusland | 24 – 21 | Duitsland | Boris Trajkovski Arena, Skopje |
| 14 december 14:00 uur | (17–11) |         |           | Boris Trajkovski Arena, Skopje |
| 14 december 14:00 uur |         |         |           | Boris Trajkovski Arena, Skopje |

### Finale
| 14 december 16:30 uur | Noorwegen | 34 – 21 | Spanje | Boris Trajkovski Arena, Skopje |
| 14 december 16:30 uur | (13–12)   |         |        | Boris Trajkovski Arena, Skopje |
| 14 december 16:30 uur |           |         |        | Boris Trajkovski Arena, Skopje |

## Eindrangschikking en onderscheidingen

### Eindrangschikking
| Rang   | Team        |
| ------ | ----------- |
| Goud   | Noorwegen   |
| Zilver | Spanje      |
| Brons  | Rusland     |
| 4      | Duitsland   |
| 5      | Roemenië    |
| 6      | Kroatië     |
| 7      | Macedonië   |
| 8      | Hongarije   |
| 9      | Zweden      |
| 10     | Oekraïne    |
| 11     | Denemarken  |
| 12     | Wit-Rusland |
| 13     | Servië      |
| 14     | Frankrijk   |
| 15     | Oostenrijk  |
| 16     | Portugal    |

| Europees kampioen vrouwen 2008 Noorwegen 4e titel Selectie: Kari Aalvik Grimsbø, Katrine Lunde Haraldsen, Terese Pedersen, Ragnhild Aamodt, Heidi Løke, Tonje Nøstvold, Karoline Dyhre Breivang, Kristine Lunde, Kari Mette Johansen, Marit Malm Frafjord, Tonje Larsen, Tine Kristiansen, Linn Jørum Sulland, Linn-Kristin Riegelhuth, Isabel Blanco en Camilla Herrem. Bondscoach: Marit Breivik. |

### Onderscheidingen

#### All-Star Team
Het All Star Team is gekozen door team officials en EHF experts.
| Positie       | Speler                  |
| ------------- | ----------------------- |
| Keeper        | Katrine Lunde Haraldsen |
| Linkerhoek    | Valentina Ardean-Elisei |
| Linkeropbouw  | Tonje Larsen            |
| Middenopbouw  | Kristine Lunde          |
| Rechteropbouw | Grit Jurack             |
| Rechterhoek   | Linn-Kristin Riegelhuth |
| Cirkelloper   | Begoña Fernández        |

#### Overige onderscheidingen
| Positie                     | Speler             |
| --------------------------- | ------------------ |
| Beste verdedigster          | Nadezhda Muravyova |
| Meest waardevolle speelster | Kristine Lunde     |

| Katrine Lunde Haraldsen Valentina Ardean-Elisei Tonje Larsen Kristine Lunde Grit Jurack Linn-Kristin Riegelhuth Begoña Fernández |
| All Star Team |

## Statistieken

### Topscorers
| Positie | Naam                    | Team      | Goals | Schoten | %   |
| ------- | ----------------------- | --------- | ----- | ------- | --- |
| 1       | Linn-Kristin Riegelhuth | Noorwegen | 51    | 77      | 66% |
| 2       | Grit Jurack             | Duitsland | 46    | 88      | 52% |
| 3       | Marta Mangué            | Spanje    | 43    | 84      | 51% |
| 4       | Anita Görbicz           | Hongarije | 39    | 79      | 49% |
| 5       | Natalija Todorovska     | Macedonië | 38    | 55      | 69% |
| 6       | Andrea Penezić          | Kroatië   | 37    | 69      | 54% |
| 6       | Valentina Ardean-Elisei | Roemenië  | 37    | 60      | 62% |
| 8       | Dijana Golubić          | Kroatië   | 33    | 53      | 62% |
| 8       | Julija Portjanko        | Macedonië | 33    | 71      | 46% |
| 10      | Kristina Franić         | Kroatië   | 32    | 50      | 64% |

Bron: EHF-Euro.com

### Topkeepers
| Positie | Naam                    | Team      | %  | Reddingen | Schoten |
| ------- | ----------------------- | --------- | -- | --------- | ------- |
| 1       | Katrine Lunde Haraldsen | Noorwegen | 47 | 88        | 187     |
| 2       | Clara Woltering         | Duitsland | 44 | 79        | 178     |
| 3       | Madeleine Grundström    | Zweden    | 43 | 74        | 172     |
| 3       | Anna Sedoykina          | Rusland   | 43 | 72        | 166     |
| 5       | Inna Suslina            | Rusland   | 41 | 62        | 151     |
| 6       | Amandine Leynaud        | Frankrijk | 38 | 41        | 109     |
| 7       | Luminiţa Dinu           | Roemenië  | 37 | 98        | 265     |
| 8       | Jelena Grubišić         | Kroatië   | 36 | 68        | 189     |
| 8       | Iryna Honcharova        | Oekraïne  | 36 | 42        | 117     |
| 8       | Terese Pedersen         | Noorwegen | 36 | 29        | 80      |

Bron: EHF-Euro.com